# Marcello Vernola
Marcello Vernola (ur. 4 marca 1961 w Bari) – włoski polityk, wykładowca akademicki, w latach 2004–2009 poseł do Parlamentu Europejskiego.

## Życiorys
W 1986 ukończył studia prawnicze, praktykował w zawodzie, m.in. jako obrońca w sądzie kasacyjnym. Kontynuował też działalność naukową, obejmował stanowiska profesora kontraktowego na Uniwersytetach w Bari i Cassino.
Był członkiem władz wykonawczych ruchu młodzieżowego Chrześcijańskiej Demokracji, działał następnie we Włoskiej Partii Ludowej. Pełnił funkcję radnego miasta Bari (1990–1995) oraz przewodniczącego rady prowincji Bari.
W 2004 uzyskał mandat posła do Parlamentu Europejskiego z ramienia partii Forza Italia. Należał do Grupy Europejskiej Partii Ludowej (Chrześcijańscy Demokraci) i Europejskich Demokratów. Brał udział m.in. w pracach Komisji Ochrony Środowiska Naturalnego, Zdrowia Publicznego i Bezpieczeństwa Żywności oraz Komisji Spraw Zagranicznych.
W 2010 kandydował w wyborach regionalnych w Apulii z ramienia Unii na rzecz Centrum.